# Robert Bétolaud
Pour les articles homonymes, voir Bétolaud.
Robert Bétolaud, né à Paris 8e le 1er février 1901 et mort à Saint-Maurice (Val-de-Marne) le 27 mai 1983, est un homme politique français de la IVe République, député de la Seine (1946-1951) et secrétaire d'Etat aux Anciens combattants (1948-1949).

## Biographie
Robert Bétolaud est né dans une famille d'avocats parisiens. Il est le petit-fils de l'avocat Alexandre Bétolaud. Son père Jacques Bétolaud est également avocat. Il accomplit ses études à l'Ecole Fénelon, puis à la faculté de droit de Paris. Licencié en droit, il devient avocat à la Cour d'appel jusqu'à la guerre de 1939. Il se marie avec Antoinette de Cagny, dont il aura deux enfants.
Mobilisé en septembre 1939 comme officier, il commande une batterie au 71e Régiment d'artillerie, et fait la campagne de Belgique et de Dunkerque. Il aura la Croix de guerre de 1939-1945. Démobilisé, il reprend sa profession, et il est notamment le défenseur de Paul Reynaud. Entré dans la Résistance, il est, en 1944, chef du 1er Bureau de l'Etat-major F.F.I. de la région parisienne, avant de devenir membre du comité parisien de Libération. A ce titre, il est médaillé de la Résistance.
Robert Bétolaud devient, en mai 1945, conseiller municipal de Paris. Syndic de cette assemblée en juin 1946, il conserve cette fonction jusqu'en octobre 1947.
Aux élections à la seconde Assemblée nationale Constituante, le parti républicain de la Liberté, animé par Michel Clemenceau, le présente en deuxième position sur sa liste, derrière l'avocat Joseph Denais, dans le deuxième secteur de la Seine. Avec 119 350 suffrages, le parti républicain arrive en tête et emporte trois sièges. Robert Bétolaud est élu.
Secrétaire du groupe parlementaire P.R.L. à l'Assemblée Constituante, et membre de la Commission de la Constitution, il s'affirme comme un des principaux porte-parole du P.R.L. dans le débat constitutionnel de l'été 1946. Le 18 juillet, il dépose une proposition de loi qui résume les positions de son parti, critiques à l'égard du tripartisme. Le 20 août, il intervient pour demander le renforcement des pouvoirs du Sénat, et du rôle du président de la République, un droit de dissolution renforcé, l'institution du référendum et la restriction de l'initiative parlementaire en matière de dépenses. Le 18 septembre, il défend, contre Pierre Cot, l'œuvre française dans les colonies, le 24 septembre, il condamne, au nom de son groupe, le projet constitutionnel et critique la « capitulation du M.R.P. ».
Aux élections législatives du 10 novembre 1946, le P.R.L. subit un recul dans la deuxième circonscription de la Seine, avec 94 741 suffrages sur 459 292 votants, il n'a que deux élus, Joseph Denais et Robert Bétolaud. Une fois son élection validée, le 29 novembre, Robert Bétolaud déploie une intense activité parlementaire. Il sera membre de plusieurs commissions, des territoires d'outre-mer, des finances, des affaires étrangères, de la réforme administrative, et du suffrage universel, du règlement et des pétitions. Il dépose 14 propositions de loi et de résolution ayant trait principalement aux questions économiques et financières. Dans ses interventions, il défend avec intransigeance les positions du P.R.L. Sa position critique vis-à-vis des institutions de la IVe République ne varie pas.
Le 12 septembre 1948, le Président du Conseil, Henri Queuille, confie à Robert Bétolaud le ministère des Anciens combattants et des victimes de guerre. Il conservera ce portefeuille jusqu'au 13 octobre 1949.
Redevenu député, ses préoccupations le portent de plus en plus vers les questions d'outre-mer. Ainsi, le 22 novembre 1950, il condamne la politique conduite en Indochine et demande les pleins pouvoirs pour le gouvernement comme en temps de guerre.
Aux élections législatives du 17 juin 1951, dans la deuxième circonscription de la Seine, la présence d'une liste du Rassemblement du Peuple français concurrence la liste d'Union des indépendants, des paysans et républicains nationaux, sur laquelle il se présente, laquelle n'obtient que 41 913 voix et un seul élu, Joseph Denais. Robert Bétolaud reprend alors sa profession d'avocat.
Président de la Croix Rouge du 8e arrondissement de Paris, il sera fait Commandeur de la Légion d'honneur.